# Jean Carrère
Pour les articles homonymes, voir Jean Carrère (écrivain) et Carrère.
Pas d'image ? Cliquez ici

a Compétitions nationales et continentales officielles uniquement.

b Matchs officiels uniquement.
Jean Carrère, né le 5 avril 1930 à Argelès-sur-Mer (Pyrénées-Orientales) et mort le 27 mai 2022 à Perpignan (Pyrénées-Orientales),, est un joueur français de rugby à XV évoluant au poste de troisième ligne aile, qui a joué avec l'équipe de France.

## Carrière sportive

### Joueur
Après de premiers pas rugbystiques au club de Pollestres, Jean Carrère part faire ses études en région parisienne, ce qui l'amène à faire ses débuts en championnat de France avec le Paris UC. Affecté à Thiers dans le Puy-de-Dôme en tant que professeur d’éducation physique, il rejoint le club voisin du RC Vichy pendant trois saisons. Il évolue ensuite sept ans au RC Toulon, puis rejoint l'USA Perpignan à l'âge de 34 ans, et enfin l'ES catalane d'Argelès-sur-Mer.

### Sélection nationale
Il a disputé son premier match international le 14 janvier 1956 contre l'équipe d'Écosse, et le dernier contre l'équipe d'Irlande en 1959.
Il a fait partie de l'équipe de France qui a vaincu les Springboks pour la première fois en Afrique du Sud, le 16 août 1958.
Lors de la tournée en Argentine en 1960, il est victime d'un coup de revolver dans le pied, dans une boite de nuit après le premier test-match. Après cet événement, il demande à la Fédération de ne plus être sélectionné en équipe de France, étant donné sa blessure au pied mais aussi de par la déception de ne pas avoir pu disputer de test-match durant la tournée ; Carrère déclarera plus tard regretter cette décision.

### Entraîneur
Il a été entraîneur dans les clubs suivants :
- RC Toulon
- USA Perpignan (entraineur-joueur)
- RC Narbonne

Il a entraîné Jo Maso durant la quasi-totalité de sa carrière et notamment pour la finale du championnat 1974 perdue par Narbonne face à Béziers.

### Palmarès
- Vainqueur du tournoi : 1959

### Statistiques en équipe nationale
- 8 sélections en équipe de France entre 1956 et 1959
- Sélections par année : 1 en 1956, 3 en 1957, 3 en 1958, 1 en 1959
- Tournois des Cinq Nations disputés : 1956, 1957, 1958, 1959

## Engagement politique
Il a été maire PS d'Argelès-sur-Mer entre 1983 et 2001, et conseiller régional de Languedoc-Roussillon de 1998 à 2004.
En 2002, il a parrainé la candidature de Lionel Jospin à la présidence de la République.